# Vicky Peretz
Pour les articles homonymes, voir Peretz.
Vicky Isaac Peretz (en hébreu : יצחק פרץ), né le 6 février 1953 à Kfar Saba et mort le 29 juin 2021, est un joueur et un entraîneur de football israélien qui évoluait sur les terrains au poste d'attaquant.
Son fils Omer (en) est également footballeur professionnel.

## Carrière

### En tant que joueur
Après avoir débuté au Maccabi Ramat Amidar, Peretz est recruté en 1973 par le Maccabi Tel Aviv. La même année, il fait ses débuts en équipe nationale pour un match face aux États-Unis. Avec le Maccabi, Peretz inscrit près de 60 buts en l'espace de sept ans et réalise le doublé coupe-championnat en 1977, obtenant par la même occasion le titre de meilleur buteur du championnat.
L'année précédente, Vicky Peretz avait mené l'équipe d'Israël en quarts de finale du Tournoi olympique disputé en 1976 à Montréal, marquant deux buts au passage.
Après un deuxième titre de champion d'Israël en 1979, Peretz s'exile en France et rejoint le RC Strasbourg en 1980. Au sein du club alsacien, sacré champion de France un an plus tôt, Peretz impose son sens du but avec 27 buts marqués en deux saisons. Malgré cela, il est transféré en 1982 au Stade rennais FC, qui évolue alors en Division 2. Peretz fait partie d'un accord conclu entre le club strasbourgeois et son homologue breton, ce dernier renonçant à recruter Porfirio Betancourt en échange du transfert de Peretz.
À Rennes, Peretz ne reste qu'une saison, mais marque dix-neuf buts et contribue grandement au titre de Champion de France de Division 2, synonyme de remontée en D1 pour le club breton. En 1983, Peretz retourne en Israël et retrouve le Maccabi Tel-Aviv, où il reste deux saisons supplémentaires. Il met un terme à sa carrière professionnelle quelques années plus tard.

### En tant qu'entraîneur
Après diverses expériences en tant qu'entraîneur-adjoint, à l'Hapoël Tel-Aviv et au Maccabi Tel-Aviv notamment, Vicky Peretz devient en 2009 l'entraîneur principal de l'Hakoah Amidar Ramat Gan, qui évolue en deuxième division israélienne. Il a également été sélectionneur de l'équipe d'Israël des moins de 16 ans.

## Palmarès

### En club
- Champion d'Israël en 1977 et en 1979 avec le Maccabi Tel-Aviv
- Vainqueur de la Coupe d'Israël en 1977 avec le Maccabi Tel-Aviv
- Champion de France de Division 2 en 1983 avec le Stade rennais FC
- Vainqueur de la Supercoupe d'Israël en 1979 avec le Maccabi Tel-Aviv

### EnÉquipe d'Israël
- 40 matchs et 14 buts entre 1973 et 1983

### Distinction individuelle
- Meilleur buteur du championnat d'Israël en 1977 (17 buts)